# Baghramjan, Armenien
Baghramjan (armeniska: Բաղրամյան) är en ort i Armenien. Den ligger i provinsen Armavir, i den centrala delen av landet, 12 kilometer väster om huvudstaden Jerevan. Baghramjan ligger 943 meter över havet och antalet invånare är 2 346. Orten är döpt efter den armenisk-sovjetiske militären Hovhannes Baghramjan.
Terrängen runt Baghramjan är platt åt sydväst, men åt nordost är den kuperad. Runt Baghramjan är det mycket tätbefolkat, med 3 757 invånare per kvadratkilometer.. Närmaste större samhälle är Jerevan, 12,4 kilometer öster om Baghramjan. 
Runt Baghramjan är det i huvudsak tätbebyggt.